# مورتوم
مورتوم (انگلیسی: Moretum)کورتون در رم باستان نوعی غذای پنیری بود روستایی آن رومی روی نان‌های مختلفی که می‌خوردند استفاده می‌کردند. شاعر بزرگ ویرجیل شعری درباره غذا دارد که مورتوم نام دارد. در این شعر فرد روستایی مواد را از زمینش جمع می‌کندو سپس همانطور که برای برده خود صحبت می‌کند و آواز می‌خواند غذا را آماده می‌کند. همچنین نوع دیگری از آن هم خورده می‌شد که شامل دانه کاج و شبیه پستوی امروزی بود. از آنجا که همه مواد باید در یک هاون خرد می‌شدند این نام را روی غذا گذاشتند.